# Hope Lewellen
Hope Lewellen (* 20. April 1967 in Aarvey, Illinois) ist eine ehemalige US-amerikanische Rollstuhltennis- und Sitzvolleyballspielerin.

## Karriere

### Rollstuhltennis
Hope Lewellen begann im Alter von 26 Jahren mit dem Rollstuhltennis und startete in der Klasse der Paraplegiker.
Sie nahm im Rollstuhltennis an zwei Paralympischen Spielen teil. 1996 schied sie in Atlanta im Einzel in der zweiten Runde aus, während sie im Doppel das Endspiel erreichte. An der Seite von Nancy Olson verlor sie die Finalpartie gegen Monique Kalkman und Chantal Vandierendonck mit 1:6 und 0:6 und gewann damit die Silbermedaille. Bei den Spielen 2000 in Sydney schied sie dieses Mal im Doppel in der ersten Runde aus, erreichte im Einzel dagegen das Viertelfinale. Dieses verlor sie gegen Kimberly Blake in zwei Sätzen.
In der Weltrangliste erreichte sie ihre besten Platzierungen mit Rang vier im Einzel am 26. März 1996 sowie ebenfalls mit Rang zwei im Doppel am 29. Juli 1997. Ihr letztes Turnier bestritt sie 2010.

### Sitzvolleyball
Im Sitzvolleyball nahm sie ebenfalls an zwei Paralympischen Spielen teil. Mit der US-amerikanischen Mannschaft gewann sie 2004 in Athen die Silbermedaille und 2008 in Peking Bronze. 2008 gewann sie mit der Mannschaft außerdem die Bronzemedaille bei den Weltmeisterschaften.